# ميكائيل زالومون
ميكائيل زالومون (بالدنماركية: Mikael Salomon)‏ هو مشغل كاميرا ومنتج أفلام ومصور سينمائي ومخرج دنماركي، ولد في 24 فبراير 1945 في كوبنهاغن في الدنمارك.

## وصلات خارجية
- ميكائيل زالومون على موقع IMDb (الإنجليزية)
- ميكائيل زالومون على موقع ألو سيني (الفرنسية)
- ميكائيل زالومون على موقع أول موفي (الإنجليزية)
- ميكائيل زالومون على موقع أول موفي (الإنجليزية)
- ميكائيل زالومون على موقع قاعدة بيانات الأفلام السويدية (السويدية)
- ميكائيل زالومون على موقع قاعدة بيانات الفيلم (الإنجليزية)
- ميكائيل زالومون على موقع كينوبويسك (الروسية)